# Odontadenia puncticulosa
Odontadenia puncticulosa là một loài thực vật có hoa trong họ La bố ma. Loài này được (Rich.) Pulle mô tả khoa học đầu tiên năm 1906.